# Extensiones del Alfabeto Fonético Internacional
Las extensiones del Alfabeto Fonético Internacional se diseñaron para la transcripción de trastornos de la palabra. Sin embargo, algunos de los símbolos, especialmente los diacríticos, se usan ocasionalmente para transcribir habla sin trastornos también.

## Paréntesis y llaves
Las extensiones del AFI para la patología del habla y lenguaje añade una notación que usa paréntesis y llaves. Los paréntesis se usan para indicar la articulación muda, como en (ʃːː), un sonido silencioso para guardar silencio. Los paréntesis se usan también para indicar pausas, por ejemplo (...). Dos paréntesis indican sonidos ininteligibles, como en ((2 sílabas)), dos sílabas audibles pero imposibles de identificar. Las llaves se usan junto a términos musicales italianos los cuales marcan la prosodia, como por ej. [{falsetto aˈjuða falsetto}].

## Letras de las extensiones del AFI
| ʩ  | Fricativa velofaríngea sorda (ronquido; ocurre seguido con paladar hendido)   |
| ʩ𐞪 | Vibrante múltiple velofaríngea sorda                                          |
| ʪ  | Fricativa alveolar central y lateral sorda, [ɬ͡s] (una especie de sigmatismo)  |
| ʫ  | Fricativa alveolar central y lateral sonora, [ɮ͡z] (una especie de sigmatismo) |
| ʬ  | Percusiva bilabial (golpe con los labios)                                     |
| ʭ  | Percusiva bidental (junción de los dientes)                                   |
| ¡  | Chasquido alveolar sublaminal bajo (al chupar la lengua)                      |
| 𝼂  | Oclusiva faríngea superior sonora                                             |
| ꞯ  | Oclusiva faríngea superior sorda                                              |

El último símbolo puede usarse junto al chasquido alveolar: [ǃ¡], un chasquido que combina pronunciaciones alveolar y sublaminal o "cloc-clic".

## Diacríticos de las extensiones del AFI
Las extensiones del AFI han ampliado el uso de algunos símbolos del AFI estándar, tales como ʰp para marcar preaspiración, tʶ para la uvularización, o s̼ para la sibilante linguolabial, así como han creado nuevos símbolos. Algunos diacríticos de las extensiones se usan ocasionalmente para el habla sin trastornos, por ejemplo para los mecanismos aerodinámicos poco comunes del damin.
Una modificación es el uso de paréntesis como subíndices alrededor de los diacríticos de fonación para indicar fonación parcial, mientras que un único paréntesis a la izquierda o a la derecha indica que la fonación es parcial al inicio o al final del segmento respectivamente. Por ejemplo, ₍s̬₎ es una [s] parcialmente sonora, ₍s̬ denota sonorización parcial al inicio, y s̬₎ denota sonorización parcial al final. Del mismo modo, ₍z̥₎ es una [z] parcialmente sorda, ₍z̥ denota que es parcialmente sorda al inicio, y z̥₎ que lo es al final. Estas convenciones pueden ser convenientes para representar diferentes tiempos de ataque de la sonoridad.
Los diacríticos de fonación pueden ser escritos antes o después en vez de escribirse directamente debajo del segmento para representar el tiempo de la fonación. Por ejemplo,  ̬z es una [z] presonora, z ̬ es una [z] postsonora, y a ̰ es una [a] con voz rechinada hacia el final.
Otros diacríticos son:
| Mecanismo aerodinámico  | Mecanismo aerodinámico                                                   | Mecanismo aerodinámico | Mecanismo aerodinámico                                                                                         |
| ----------------------- | ------------------------------------------------------------------------ | ---------------------- | --- |
| p↓                      | Ingresiva                                                                | ǃ↑                     | Egresiva |
| Fonación                |                                                                          |                        | |
| p˭                      | Sin aspiración                                                           | ạ                      | Fonación susurrada                                                                                             |
| aꟸ                      | Voz faucalizada (con la faringe extendida, como al bostezar)             | a!                     | Voz presionada, (voz estridente áspera; involucrando las cuerdas vocales falsas, como al levantar algo pesado) |
| ʰp                      | Preaspiración                                                            | a‼                     | Vibración ventricular                                                                                          |
| Nasalización            |                                                                          |                        | |
| n͋ v͋                     | Fricativa nasal                                                          | m͊                      | Denasal (como al tener catarro)                                                                                |
| Fuerza articulatoria    |                                                                          |                        | |
| f͈                       | Articulación fuerte                                                      | v͉                      | Articulación débil                                                                                             |
| Articulación            |                                                                          |                        | |
| v͆. \| ʙ͆                 | Dentolabial (pronunciada con el labio superior y los dientes inferiores) | n̪͆ h̪͆                    | Interdental o bidental                                                                                         |
| s͇ f͇                     | Alveolar(izada)                                                          | s͎                      | Silbada |
| Articulación secundaria |                                                                          |                        | |
| s͍                       | Extensión labial (ver vocal redondeada)                                  | ʒꟹ                     | Labialización abierta y redondeada                                                                             |
| kᶹ                      | Labiodentalizada                                                         | s͌                      | Fricción velofaríngea                                                                                          |
| Cadencia                |                                                                          |                        | |
| s͢θ                      | Articulación "borrosa/arrastrada"                                        | p\p\p                  | Tartamudez (articulación reiterada)                                                                            |

Además, < o > como subíndices indican que la articulación lateral se inclina a la izquierda o a la derecha.

### Notación prosódica
En las extensiones del AFI también se encuentra un uso de la notación musical italiana para el tiempo y la dinámica del habla seguida. Esta se escribe como subíndices dentro de {claves} para indicar que son comentarios sobre la prosodia. 
Las pausas se indican con puntos o números dentro de paréntesis.
| (.)                                                                       | Pausa corta            | (..)                        | Pausa media                 | (...) | Pausa larga                     | (1.2)                  | 1.2-segunda pausa      |
| f                                                                         | Habla fuerte ('forte') | [{f ˈfweɾte f}]             | [{f ˈfweɾte f}]             | ff    | Habla más fuerte ('fortissimo') | [{ff ˈmas ˈfweɾte ff}] | [{ff ˈmas ˈfweɾte ff}] |
| p                                                                         | Habla suave ('piano')  | [{p ˈswaβe p}]              | [{p ˈswaβe p}]              | pp    | Habla más suave ('pianissimo')  | [{pp ˈmas ˈswaβe pp}]  | [{pp ˈmas ˈswaβe pp}]  |
| allegro                                                                   | Habla rápida           | [{allegro ˈrapiðo allegro}] | [{allegro ˈrapiðo allegro}] | lento | Habla lenta                     | [{lento ˈlento lento}] | [{lento ˈlento lento}] |
| crescendo, rallentando, y otros términos musicales también pueden usarse. |                        |                             |                             |       |                                 |                        |                        |